# 母戀站
母戀站（日语：／ Bokoi eki */?）是位於日本北海道室蘭市母戀北町，屬於北海道旅客鐵道（JR北海道）室蘭本線的鐵路車站，以鐵路便當母恋飯而出名。此站是由東室蘭站管理的簡易委託站（站舍內售票）。
站名源自於阿伊努語中「pok-sey-o-i」（北寄貝大量生長的地方）的縮略「pok-o-i」。

## 歷史
- 1934年：附近居民請願設置新站[3]。
- 1935年12月29日：作為日本国有鐵道的車站開業。提供旅客以及行李運輸業務[4]，當時是只有汽油車在此停車的簡易車站[5]。
- 1940年6月10日：升級為一般旅客與行李車站[5][4]。
- 1980年5月15日：停止行李業務[4]。
- 1984年4月1日：降為簡易委託站。
- 1987年4月1日：因国鐵分割民營化而由JR北海道管轄[4]。

## 車站構造

### 站舍
木建站房1座，中間為車站入口及候車大堂，中央位置設置了暖爐，座位則於暖爐的四邊設置；左側前端為售票窗口，後端為男、女分隔洗手間；右端前方為出售「母戀便當」的店舖，後端為開放式閘口。

### 月台
設有側式月台2座，各月台原來長度達220米，有效長度達11輛，與輪西站一樣，因應JR北海道需要縮減保養費，2017年把向室蘭站方向、本身未被加高的月台部份拆去，使月台長度各自縮短一半，因此現的有效長度只是5輛，但仍足夠讓一列鈴蘭號列車停靠。進站前後並沒有設置轉轍器的棒線站。各月台以月台東側的跨線橋連結。
| 月台 | 路線               | 方向 | 目的地                         |
| ---- | ------------------ | ---- | ------------------------------ |
| 1    | ■ 室蘭本線（支線） | 上行 | 室蘭方向                       |
| 2    | ■ 室蘭本線（支線） | 下行 | 東室蘭、長萬部、登別、札幌方向 |

## 相鄰車站
北海道旅客鐵道
■室蘭本線（支線）
特急「鈴蘭」（支線內各站停車）、普通列車
室蘭 (M36) - 母戀 (M35) - 御崎 (M34)

## 外部連結
- JR北海道母戀站網頁。 （页面存档备份，存于）（日語）
- 母戀便當本舖公式網頁。 （页面存档备份，存于）（日語）